# Влаково
Влаково је насељено мјесто у општини Илиџа, Босна и Херцеговина.

## Становништво
|             | 2013.      | 1991.      | 1981.        | 1971.        |
| Укупно      | 3 (100,0%) | 2 (100,0%) | 186 (100,0%) | 190 (100,0%) |
| Бошњаци     | 3 (100,0%) | –          | 2 (1,075%)1  | –            |
| Срби        | –          | 2 (100,0%) | 180 (96,77%) | 190 (100,0%) |
| Југословени | –          | –          | 4 (2,151%)   | –            |

1. 1 На пописима од 1971. до 1991. Бошњаци су пописивани углавном као Муслимани.